# Nojeon-en-Vexin
Nojeon-en-Vexin est une commune française située dans le département de l'Eure, en région Normandie.

## Géographie

### Localisation
Le village est situé dans le Vexin normand, à 5,5 km d’Étrépagny, à 14 km de Lyons-la-Forêt, à 17 km des Andelys, à 18 km de Gisors et à 25 km de Gournay-en-Bray.

### Communes limitrophes
| Puchay              | La Neuve-Grange, Morgny | Longchamps            |
| Saussay-la-Campagne | Nojeon-en-Vexin         | Doudeauville-en-Vexin |
|                     | Le Thil                 | Doudeauville-en-Vexin |

### Hydrographie
La commune est située dans le bassin Seine-Normandie. Elle est drainée par la Bonde,.
La Bonde, d'une longueur de 18 km, prend sa source dans la commune  et se jette  dans la Levrière à Bézu-Saint-Éloi, après avoir traversé sept communes.

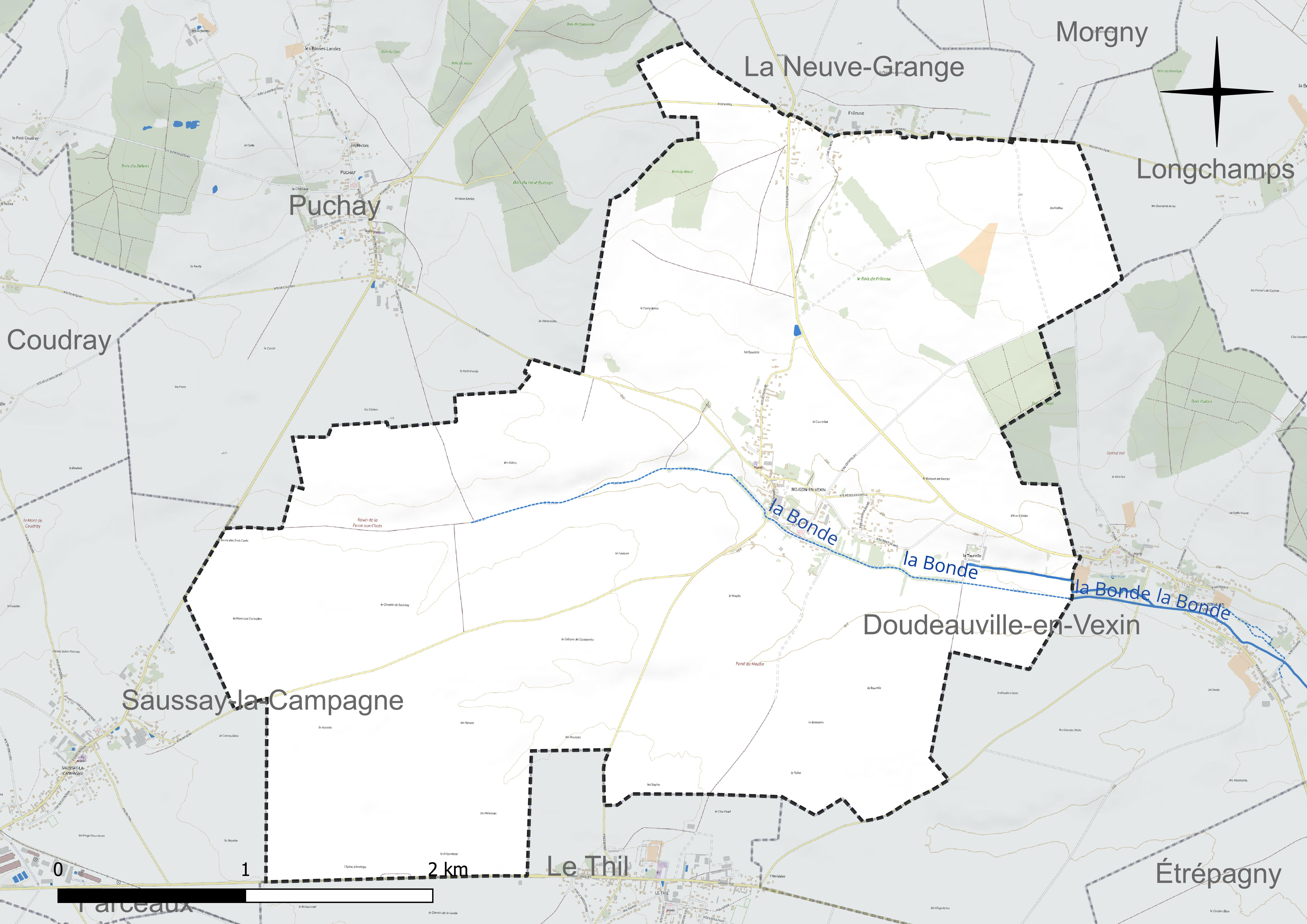
Réseau hydrographique de Nojeon-en-Vexin.

### Climat
Pour des articles plus généraux, voir Climat de la Normandie et Climat de l'Eure.
En 2010, le climat de la commune est de type climat océanique dégradé des plaines du Centre et du Nord, selon une étude du CNRS s'appuyant sur une série de données couvrant la période 1971-2000. En 2020, Météo-France publie une typologie des climats de la France métropolitaine dans laquelle la commune est exposée à un climat océanique et est dans la région climatique Côtes de la Manche orientale, caractérisée par un faible ensoleillement (1 550 h/an) ; forte humidité de l’air (plus de 20 h/jour avec humidité relative > 80 % en hiver), vents forts fréquents. Parallèlement le GIEC normand, un groupe régional d’experts sur le climat, différencie quant à lui, dans une étude de 2020, trois grands types de climats pour la région Normandie, nuancés à une échelle plus fine par les facteurs géographiques locaux. La commune est, selon ce zonage, exposée à un « climat des plateaux abrités », correspondant aux plaines agricoles de l’Eure, avec une pluviométrie beaucoup plus faible que dans la plaine de Caen en raison du double effet d’abri provoqué par les collines du Bocage normand et par celles qui s’étendent sur un axe du Pays d'Auge au Perche.
Pour la période 1971-2000, la température annuelle moyenne est de 10,5 °C, avec  une amplitude thermique annuelle de 14,2 °C. Le cumul annuel moyen de précipitations est de 784 mm, avec 12 jours de précipitations en janvier et 8,4 jours en juillet. Pour la période 1991-2020, la température moyenne annuelle observée sur la station météorologique la plus proche, située sur la commune d'Étrépagny à 4 km à vol d'oiseau, est de 11,3 °C et le cumul annuel moyen de précipitations est de 774,0 mm,. Pour l'avenir, les paramètres climatiques de la commune estimés pour 2050 selon différents scénarios d’émission de gaz à effet de serre sont consultables sur un site dédié publié par Météo-France en novembre 2022.

## Urbanisme

### Typologie
Au 1er janvier 2024, Nojeon-en-Vexin est catégorisée commune rurale à habitat dispersé, selon la nouvelle grille communale de densité à 7 niveaux définie par l'Insee en 2022.
Elle est située hors unité urbaine. Par ailleurs la commune fait partie de l'aire d'attraction de Paris, dont elle est une commune de la couronne,.

### Occupation des sols

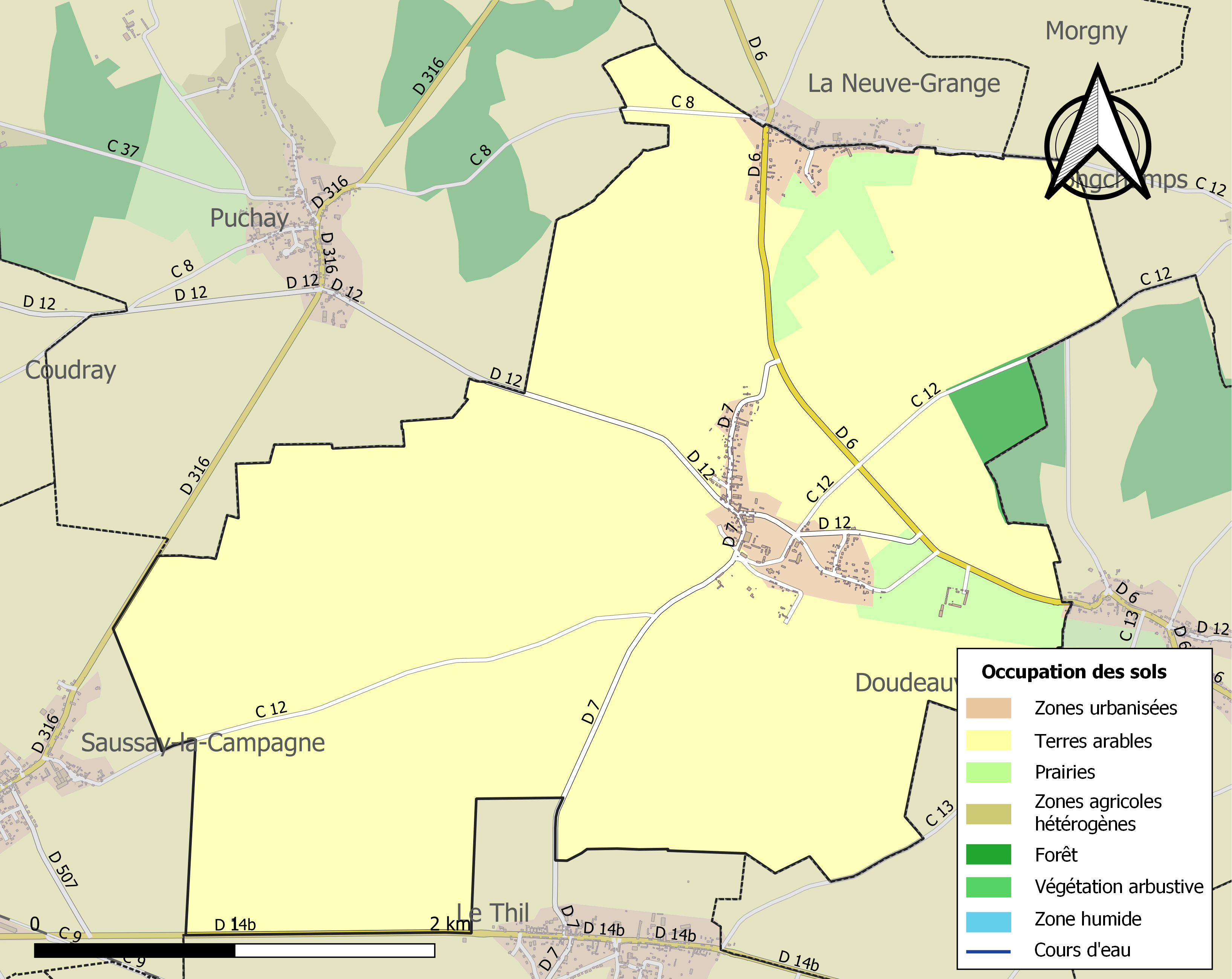
Carte des infrastructures et de l'occupation des sols de la commune en 2018 (CLC).

L'occupation des sols de la commune, telle qu'elle ressort de la base de données européenne d’occupation biophysique des sols Corine Land Cover (CLC), est marquée par l'importance des territoires agricoles (95,2 % en 2018), en diminution par rapport à 1990 (98,7 %). La répartition détaillée en 2018 est la suivante : 
terres arables (90,5 %), prairies (4,7 %), zones urbanisées (3,5 %), forêts (1,3 %). L'évolution de l’occupation des sols de la commune et de ses infrastructures peut être observée sur les différentes représentations cartographiques du territoire : la carte de Cassini (XVIIIe siècle), la carte d'état-major (1820-1866) et les cartes ou photos aériennes de l'IGN pour la période actuelle (1950 à aujourd'hui).

### Habitat et logement
En 2020, le nombre total de logements dans la commune était de 158, alors qu'il était de 148 en 2015 et de 136 en 2010.
Parmi ces logements, 79,8 % étaient des résidences principales, 8,2 % des résidences secondaires et 12 % des logements vacants. Ces logements étaient pour 97,5 % d'entre eux des maisons individuelles et pour 1,3 % des appartements.
Le tableau ci-dessous présente la typologie des logements à Nojeon-en-Vexin en 2020 en comparaison avec celle de l'Eure et de la France entière. Une caractéristique marquante du parc de logements est ainsi une proportion de résidences secondaires et logements occasionnels (8,2 %) supérieure à celle du département (6,2 %) mais inférieure et à celle de la France entière (9,7 %). Concernant le statut d'occupation de ces logements, 85,7 % des habitants de la commune sont propriétaires de leur logement (80,8 % en 2015), contre 65,3 % pour l'Eure et 57,5 pour la France entière.
| Typologie                                               | Nojeon-en-Vexin | Eure | France entière |
| ------------------------------------------------------- | --------------- | ---- | -------------- |
| Résidences principales (en %)                           | 79,8            | 85,5 | 82,1           |
| Résidences secondaires et logements occasionnels (en %) | 8,2             | 6,2  | 9,7            |
| Logements vacants (en %)                                | 12              | 8,2  | 8,2            |

## Toponymie
Le nom de la localité est attesté sous les formes Nogio Siccus au XIe siècle (Neustria pia, p. 778), Nogeium ou Noieyon Siccum vers 1160 (charte de Henri II), Noio siccus en 1243 (cartulaire normand), Novion le Sec en 1308 (charte de Philippe le Bel), S. Martinus de Nogione au XVe siècle, Noyon le Sec en 1478 (archives de la Seine-Inférieure)Nojeon-le-sec au XIXe siècle, (Le Sec était un cours d'eau, aujourd’hui asséché), Nojeon-en-Vexin en 1976.
Du mot gaulois novio « nouveau  », accompagné du mot gaulois magos. Le mot gaulois magos a d'abord désigné un simple champ, puis un champ de foire, un marché et enfin le village ou la ville qui se développe autour de ce marché.

Les Gaulois mettaient l'accent tonique sur la dernière voyelle -o- du premier élément : les finales en -ômagos se sont donc  transformées en -ômos pour finalement être réduites au simple son -on, -an ou -en.
Le Vexin normand s'étend sur le nord-est du département de l'Eure.
Le 5 mai 1976, Nojeon-le-Sec est devenu Nojeon-en-Vexin.

## Politique et administration

### Rattachements administratifs et électoraux

#### Rattachements administratifs
La commune se trouve dans l'arrondissement des Andelys du département de l'Eure.
Elle faisait partie depuis 1802 du canton d'Étrépagny. Dans le cadre du redécoupage cantonal de 2014 en France, cette circonscription administrative territoriale a disparu, et le canton n'est plus qu'une circonscription électorale.

#### Rattachements électoraux
Pour les élections départementales, la commune fait partie depuis 2014 du canton de Gisors
Pour l'élection des députés, elle fait partie de la cinquième circonscription de l'Eure.

### Intercommunalité
Nojeon-en-Vexin était membre de la communauté de communes du canton d'Étrépagny, un établissement public de coopération intercommunale (EPCI) à fiscalité propre créé fin 1996 et auquel la commune avait transféré un certain nombre de ses compétences, dans les conditions déterminées par le code général des collectivités territoriales.
Dans le cadre des dispositions de la loi portant nouvelle organisation territoriale de la République du 7 août 2015, qui prévoit que les établissements publics de coopération intercommunale (EPCI) à fiscalité propre doivent avoir un minimum de 15 000 habitants, cette intercommunalité a fusionné avec sa voisine pour former, le 1er janvier 2017, la communauté de communes du Vexin Normand, dont est désormais membre la commune.

### Liste des maires
| Période                                  | Période        | Identité           | Étiquette | Qualité                      |
| ---------------------------------------- | -------------- | ------------------ | --------- | ---------------------------- |
| Les données manquantes sont à compléter. |                |                    |           |                              |
|                                          |                |                    |           |                              |
| mars 2001                                | mars 2008      | Laurent Vermersch  |           | Agriculteur                  |
| mars 2008                                | mai 2020       | Patrice Chaperon   | SE        | Technicien industrialisation |
| mai 2020                                 | septembre 2023 | M. Dominique Pezet | SE        | Agent public Démissionnaire  |

## Population etsociété

### Démographie
L'évolution du nombre d'habitants est connue à travers les recensements de la population effectués dans la commune depuis 1793. Pour les communes de moins de 10 000 habitants, une enquête de recensement portant sur toute la population est réalisée tous les cinq ans, les populations de référence des années intermédiaires étant quant à elles estimées par interpolation ou extrapolation. Pour la commune, le premier recensement exhaustif entrant dans le cadre du nouveau dispositif a été réalisé en 2004.

En 2022, la commune comptait 347 habitants, en évolution de +2,66 % par rapport à 2016 (Eure : −0,25 %, France hors Mayotte : +2,11 %).
| 1793 | 1800 | 1806 | 1821 | 1831 | 1836 | 1841 | 1846 | 1851 |
| ---- | ---- | ---- | ---- | ---- | ---- | ---- | ---- | ---- |
| 498  | 415  | 367  | 416  | 406  | 416  | 397  | 386  | 385  |

| 1856 | 1861 | 1866 | 1872 | 1876 | 1881 | 1886 | 1891 | 1896 |
| ---- | ---- | ---- | ---- | ---- | ---- | ---- | ---- | ---- |
| 386  | 384  | 364  | 323  | 363  | 340  | 310  | 303  | 297  |

| 1901 | 1906 | 1911 | 1921 | 1926 | 1931 | 1936 | 1946 | 1954 |
| ---- | ---- | ---- | ---- | ---- | ---- | ---- | ---- | ---- |
| 261  | 296  | 294  | 284  | 276  | 279  | 246  | 244  | 270  |

| 1962 | 1968 | 1975 | 1982 | 1990 | 1999 | 2004 | 2006 | 2009 |
| ---- | ---- | ---- | ---- | ---- | ---- | ---- | ---- | ---- |
| 295  | 250  | 232  | 225  | 205  | 240  | 300  | 321  | 314  |

| 2014 | 2019 | 2022 | - | - | - | - | - | - |
| ---- | ---- | ---- | - | - | - | - | - | - |
| 336  | 340  | 347  | - | - | - | - | - | - |

## Culture locale et patrimoine

### Lieux et monuments

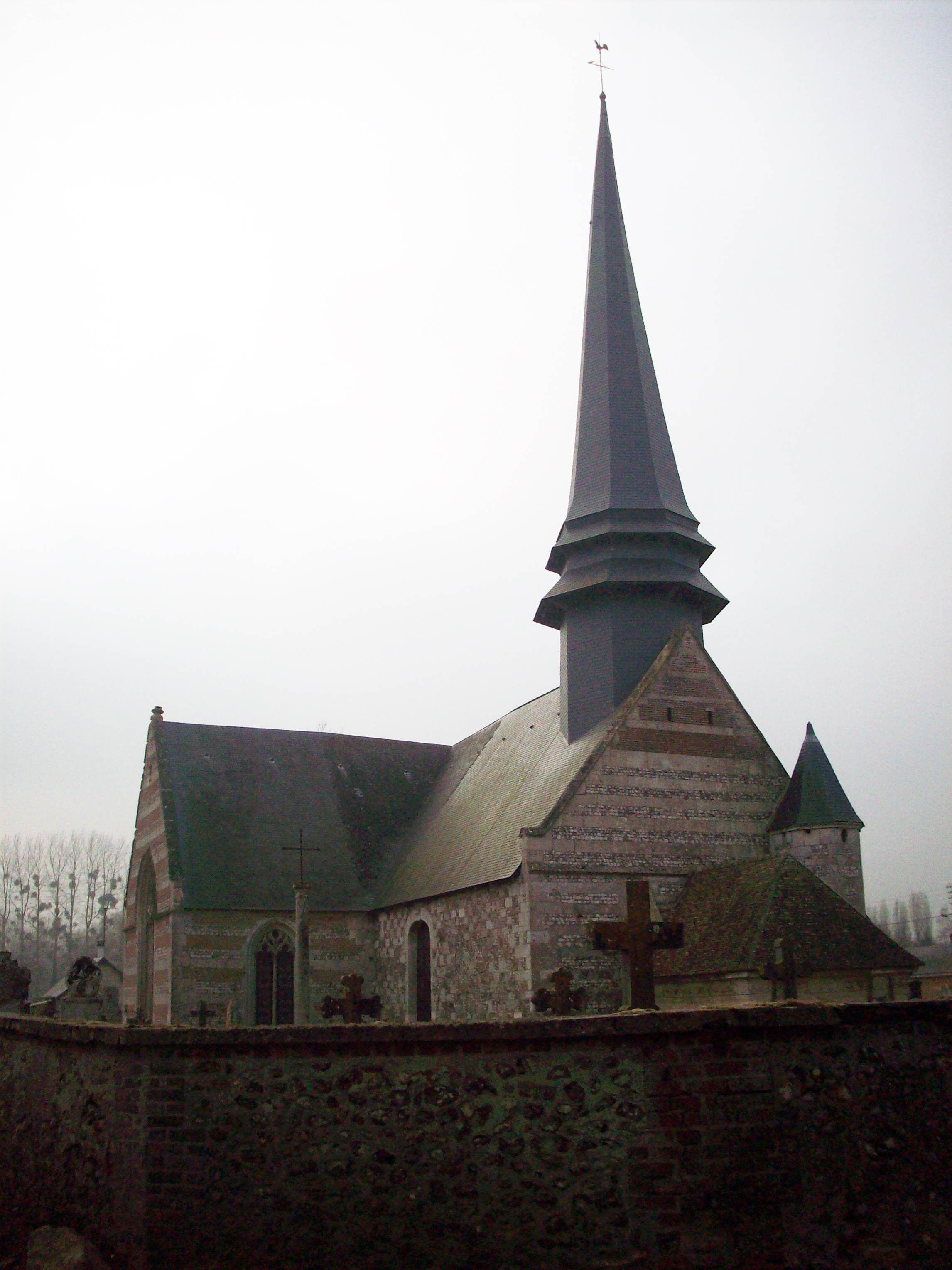
Église Saint-Sigismond.

- Église Saint-Sigismond[22], classée au titre des monuments historiques le 15 décembre 1915.
Une série de photographies de l'église est consultable en ligne[23].

#### Site inscrit
- L'église, le cimetière et la place,  Site inscrit (1943)[24].